# Rujm Tawil Ifjeij
Rujm Tawil Ifjeij oder Khirbet Tawil Ifjeij (arabisch: Rujm, Rujma = Grabstein, Stele o. ä.; Khirbat, Chirba = Ruinenstätte) ist der Name einer ursprünglich eisenzeitlichen turmartigen Befestigung, die von der frührömisch-nabatäischen bis in die frühbyzantinische Zeit erneut militärisch genutzt wurde. Der Fundplatz befindet sich rund fünf Kilometer nordnordwestlich des spätrömischen Kastells Dajaniya und rund elf Kilometer südwestlich der modernen Siedlung Al-Husseiniyeh, einer Ortschaft im Gouvernement Ma'an im Süden von Jordanien.

## Lage
Die turmartige Befestigung Rujm Tawil Ifjeij befindet sich auf dem 1242 Meter hohen Jebel ed-Dajaniya, einem ehemaligen Vulkankegel, der das Umland weithin dominiert. Die Fundstelle befindet sich am obersten Punkt des Kegels und damit an seiner nordöstlichen Ecke. Von der Befestigung aus hatten die Wächter einen freien Blick über das Land. Unterhalb der steilen Ostseite des Hügels, den die Fortifikation fast direkt überblickt, zieht sich das Wadi Iseimir nach Südosten bis zu seiner Mündung in das Wadi Dajaniya an dem sich mit dem Kastell Dajaniya auch eine der größten spätrömischen Garnisonen Jordaniens befindet. Im Nordwesten ist die vorgeschichtliche Befestigung Rujm Ras el-Hala zu erkennen, in nordnordöstlicher Richtung war die ebenfalls vorgeschichtliche Befestigung Rujm el-Jeheirah einsehbar.

## Forschungsgeschichte
Am 25. Mai 1934 untersuchte der Biblische Archäologe Nelson Glueck (1900–1971) im Rahmen seiner mehrjährigen Expeditionen die Fundstelle. Auch das von 1984 bis 1985 tätige archäologische Edom Survey Project unternahm 1984 eine Feldbegehung an diesem Fundplatz. Im Fokus dieser Untersuchungen lag die Eisenzeit im Raum von Edom. Geleitet wurden diese Forschungen von dem britischen Archäologen Stephen Hart und dem Keramikspezialisten Robin Kenneth Falkner. Mit dem britischen Archäologen George Macrae Findlater, der unter anderem in führenden Positionen für das British Institute in Amman arbeitete, kam es während der von ihm geleiteten Dana Archaeological Survey (DAS) zwischen 1994 und 1996 unter anderem zu einer Erkundung des Gebietes um das Castellum Jurf ed-Darawish und zu einer erneuten Untersuchung auf dem  Jebel Dajaniya. Der Fundplatz bekam die Nummer „DAS 226“. Genauere Untersuchungen fanden erst wieder 2001 durch das umfangreiche Da'janiya Hinterland Survey Project mit einer Expedition zum Kastell Dajaniya und seinem weiteren Einzugsgebiet statt. Diese Forschungen unter der Leitung des amerikanischen Archäologen John Rucker konnten mit Unterstützung des jordanischen Antikendienstes sowie einem Stipendium des American Center of Oriental Research - Council of American Overseas Research Centers stattfinden. Die Auswertung des keramischen Fundmaterials lag in den Händen des für seine Arbeiten am Limes Arabicus bekannten amerikanischen Provinzialrömischen Archäologen Samuel Thomas Parker.

## Baugeschichte

### Befestigung
Der Jebel ed-Dajaniya, der auch als Et-Tawil Ifjeij bekannt ist, wurde 1934 durch Glueck während seiner Expedition erstiegen, um eingehende Untersuchungen an diesem Fundplatz vorzunehmen. Wie teilweise bereits Glueck und insbesondere spätere Untersuchungen feststellten, befanden sich auf dem Vulkankegel einige mehrperiodige Strukturen, zu denen auch natürliche Höhlen gehörten, die nachträglich an die Bedürfnisse der Bewohner angepasst wurden. Glueck stellte an der nordöstlichen Ecke des Vulkankegels eine quadratische große turmartige Befestigung aus grob behauenen Basaltblöcken und kleineren Bruchsteinen fest, die auf dem anstehenden Basaltgestein errichtet wurde. In die verstürzten Trümmer der Anlage hatten Nomanden eine Reihe moderner Gräber eingegraben. Diese Feststellung konnte auch noch Rucker machen, der die vorgeschichtliche Befestigung als einen mächtigen Schutthügel wahrnahm, der rund sieben bis acht Meter hoch erhalten war und etwa 30 Meter im Durchmesser besaß. An der Südseite konnte Rucker eine der Mauerfluchten noch ganz schwach im Schutt erkennen. Im Osten hingegen war die eigentliche Umfassungsmauer sichtbar erhalten geblieben. Es zeigten sich noch vier Lagen aus unregelmäßig gesetzten schwarzen Basaltblöcken, so wie dies Glueck beschrieben hatte. Das Mauerwerk stand an dieser Seite noch rund 1,50 Meter hoch. Da der Schutt auch das gesamte Innere der Befestigung ausfüllte, konnte Rucker an keiner Stelle die Innenseite der Umfassungsmauer erkennen und daher nicht ihre Breite bestimmen. Im Gegensatz zu Glueck, der die quadratische Befestigung mit einer Größe von 15,50 × 15,50 Meter angab, glaubte Rucker, ein Bauwerk von etwa zehn Metern im Quadrat vor sich zu haben. Die schiere Menge an Steinmaterial, das den mächtigen Hügel ergab, ließ bereits Glueck von einem Turm sprechen. Auch Rucker konnte sich bei diesem Bauwerk mehrere Stockwerke vorstellen.
Die vorgeschichtliche Anlage ist der nordnordöstlich gelegenen Befestigung Rujm el-Jeheirah auf dem Tell el-Juheira bemerkenswert ähnlich.

### Höhlen
Die Kuppe, auf der die turmartige Befestigung errichtet wurde, enthält viele Höhlen. Glueck stellte 1934 drei Höhlenzisternen fest, die in ihrer Form wahrscheinlich auf die nabatäische Zeit zurückgingen. Nach Glueck könnten sie ursprünglich allerdings bereits in der frühen Eisenzeit angelegt worden sein. Rucker konnte 2001 mindestens eine Höhle als mutmaßliche Zisterne identifizieren. Sie besaß eine Öffnung in der Höhlendecke und einer um diese Öffnung errichteten Mauer. Nordwestlich der Befestigung setzt sich ein niedriger Bergrücken fort. In diesem fand Rucker zwei Höhlen, die für rezente Bestattungen genutzt wurden. Diese Höhlen waren teilweise vermauert, doch die menschlichen Überreste blieben im Inneren sichtbar. Direkt unterhalb der Fortifikation stellte Rucker eine ziemlich große Höhle fest, vor deren Eingang ein großes steinernes Tor errichtet worden war, das in Teilen erhalten geblieben war und aus behauenen Kalksteinquadern bestand, die den charakteristischen nabatäischen Diagonalverband aufwiesen. Auch in südlicher Richtung verläuft ein rund 50 Meter langer, niedriger Bergrücken. Unter seinem östlichen Rand lagen weitere Höhlen und Felsenunterstände, einige waren sehr klein, andere bis zu 3 × 8 Meter groß. Einige dieser Höhlen besaßen vor ihren Eingängen halbrunde Steinmauern, die direkt an den Hang angebaut waren und vielleicht als Tiergehege genutzt wurden. Im Laufe der Jahrhunderte haben sich diese Steinmauern mit aberodierendem Material gefüllt und bilden heute kleine, ebene Terrassen vor den Höhlenöffnungen. In diesem Bereich fand Rucker auch die bereits beschriebene Zisterne.

### Zeitliche Einordnung
Neben einer kleinen Anzahl frührömisch-nabatäischer Keramikscherben (ca. 63 v. Chr.–135 n. Chr.) und einigen mittelalterlichen islamischen Fragmenten wurden von Glueck auch große Mengen edomitischer Scherben aus den Epochen Eisenzeit I (ca. 1200–900 v. Chr.) und II (ca. 900–539 v. Chr.) gefunden. Nach diesen Oberflächenfunden urteilte der Archäologe, dass die Hauptbesiedlungphase des Fundplatzes während der edomitischen Zeit stattgefunden haben muss. Damals war Rujm Tawil Ifjeij eine Grenzfestung an der Ostgrenze des edomitischen Reiches. Entlang der Ostgrenze dieses Reiches gab es eine Reihe ähnlicher Anlagen, die sich alle auf den Hügelkuppen entlang der ariden beziehungsweise semiariden Wüstenzone aneinanderreihten.
Nach ihrer 1984 durchgeführten Feldbegehung am Rujm Tawil Ifjeij werteten Hart und Falkner die dort geborgene Keramik aus und kamen zu sehr ähnlichen Ergebnissen wie bereits Glueck. Die Keramik aus dem Bereich der turmartigen Befestigung konnte der Eisenzeit IIC (ca. 605–539 v. Chr.) und der frührömisch-nabatäischen Zeit zugeschrieben werden. Nach 539 v. Chr. scheint daher der Platz für die nächsten Jahrhunderte zunächst offenbar nicht mehr genutzt worden zu sein. Hart definierte die Fundstelle daher in seiner Dissertation von 1990 als eine überwiegend edomitische Befestigung, die in frührömisch-nabatäischer Zeit erneut genutzt wurde. Er sprach auch von einem kleinen Wachturm, der rund 50 Meter östlich von der Fortifikation entfernt stehen soll, und sah in diesem einen Neubau der frührömisch-nabatäischen Periode. Findlater stellte nach seinen Forschungen in den 1990er Jahren fest, dass die Fortifikation sogar über die frührömisch-nabatäische Zeit hinaus von den Römern als Ausguck für das Kastell Dajaniya genutzt wurde.
Rucker, der die am besten aufgeschossene Darstellung der von ihm geborgenen Keramik veröffentlichte, stellte zunächst ebenfalls als Hauptnutzungsphasen der Befestigung die Eisenzeit und die frührömisch-nabatäische Zeit fest. Er konnte Findlaters Ergebnisse einer eingeschränkten Wiederverwendung in spätrömischer Zeit sogar noch für die frühbyzantinische Zeit ergänzen und damit den Zusammenhang zwischen dem Rujm Tawil Ifjeij und dem Kastell Dajaniya verstärken. Die turmartige Befestigung auf dem Vulkankegel konnte so in das optische Fernmeldesystem der Römer eingebunden werden. Nachstehend das von Parker ausgewertete keramische Material der 2001 vorgenommenen Feldbegehung, das insgesamt 87 Scherben umfasste.
| Anzahl          | Zeitstellung                                           | Bemerkung                  |
| --------------- | ------------------------------------------------------ | -------------------------- |
| 33 Wandscherben | eisenzeitlich                                          | ca. 1200–539 v. Chr.       |
| 6               | eisenzeitlich II                                       | ca. 900–539 v. Chr.        |
| 6               | frührömisch-nabatäisch                                 | ca. 63 v. Chr.–135 n. Chr. |
| 38 Wandscherben | frührömisch-nabatäisch/spätrömisch, zumeist nabatäisch | ca. 63 v. Chr.–324 n. Chr. |
| 12 Wandscherben | frühbyzantinisch                                       | ca. 324–500                |
| 1               | spätislamisch                                          | 1174–1918                  |
| 3               | unbestimmt                                             |                            |